# خوسيه يلكر
خوسيه يلكر (بالبرتغالية: José Wilker‏) هو مخرج وممثل برازيلي، ولد في 20 أغسطس 1944 بجوازيرو دو نورتي في البرازيل، وتوفي في 5 أبريل 2014 بريو دي جانيرو في البرازيل بسبب نوبة قلبية.

## وصلات خارجية
- خوسيه يلكر على موقع IMDb (الإنجليزية)
- خوسيه يلكر على موقع ألو سيني (الفرنسية)
- خوسيه يلكر على موقع أول موفي (الإنجليزية)
- خوسيه يلكر على موقع قاعدة بيانات الأفلام السويدية (السويدية)
- خوسيه يلكر على موقع قاعدة بيانات الفيلم (الإنجليزية)
- خوسيه يلكر على موقع كينوبويسك (الروسية)